# Natação no Campeonato Mundial de Esportes Aquáticos de 2022 - 800 m livre feminino
A prova dos 800 metros livre feminino da natação no Campeonato Mundial de Esportes Aquáticos de 2022 ocorreu nos dias 23 e 24 de junho, em Budapeste, na Hungria.

## Recordes
Antes desta competição, os recordes mundiais e do campeonato nesta prova eram os seguintes:
| Tipo                  | Atleta        | Tempo     | Local          | Data                 |
| --------------------- | ------------- | --------- | -------------- | -------------------- |
|                       | Katie Ledecky | 8m 04s 79 | Rio de Janeiro | 12 de agosto de 2016 |
| Recorde do campeonato | Katie Ledecky | 8m 07s 39 | Cazã           | 8 de agosto de 2015  |

## Medalhistas
| Ouro                | Prata                | Bronze                  |
| Katie Ledecky (USA) | Kiah Melverton (AUS) | Simona Quadarella (ITA) |

## Cronograma
Todos os horários são locais (UTC+2). 
| Data        | Hora  | Evento        |
| ----------- | ----- | ------------- |
| 23 de junho | 10:31 | Eliminatórias |
| 24 de junho | 19:26 | Final         |

## Resultados

### Eliminatórias
Esses foram os resultados das eliminatórias. A prova foi realizada no dia 23 de junho com início às 10:31.
| Pos. | Bateria | Raia | Nadadora                     | Nacionalidade   | Tempo   | Notas |
| ---- | ------- | ---- | ---------------------------- | --------------- | ------- | ----- |
| 1    | 3       | 4    | Katie Ledecky                | Estados Unidos  | 8:17.51 | Q     |
| 2    | 3       | 3    | Lani Pallister               | Austrália       | 8:24.66 |       |
| 3    | 2       | 5    | Leah Smith                   | Estados Unidos  | 8:25.19 | Q     |
| 4    | 3       | 5    | Li Bingjie                   | China           | 8:27.19 | Q     |
| 5    | 3       | 6    | Isabel Marie Gose            | Alemanha        | 8:27.69 | Q     |
| 6    | 3       | 7    | Eve Thomas                   | Nova Zelândia   | 8:27.82 | Q     |
| 7    | 2       | 4    | Simona Quadarella            | Itália          | 8:27.96 | Q     |
| 8    | 2       | 3    | Kiah Melverton               | Austrália       | 8:30.68 | Q     |
| 9    | 2       | 7    | Viviane Jungblut             | Brasil          | 8:32.26 | Q     |
| 10   | 2       | 2    | Miyu Namba                   | Japão           | 8:32.91 |       |
| 11   | 3       | 1    | Kristel Köbrich              | Chile           | 8:37.02 |       |
| 12   | 3       | 2    | Ajna Késely                  | Hungria         | 8:38.64 |       |
| 13   | 3       | 8    | Gabrielle Roncatto           | Brasil          | 8:38.65 |       |
| 14   | 2       | 6    | Tang Muhan                   | China           | 8:39.46 |       |
| 15   | 2       | 0    | Diana Durães                 | Portugal        | 8:41.37 |       |
| 16   | 2       | 8    | Ángela Martínez              | Espanha         | 8:45.12 |       |
| 17   | 3       | 0    | Katrina Bellio               | Canadá          | 8:45.67 |       |
| 18   | 3       | 9    | Han Da-kyung                 | Coreia do Sul   | 8:49.18 |       |
| 19   | 1       | 4    | Arianna Valloni              | San Marino      | 8:59.95 |       |
| 20   | 1       | 5    | Võ Thị Mỹ Thiện              | Vietname        | 9:12.87 |       |
| 21   | 1       | 3    | Vár Erlingsdóttir Eidesgaard | Ilhas Feroé     | 9:16.94 |       |
| 22   | 1       | 2    | Talita Te Flan               | Costa do Marfim | DNS     | DNS   |
| 22   | 1       | 6    | Arianna Lont                 | São Martinho    | DNS     | DNS   |
| 22   | 2       | 1    | Paula Otero                  | Espanha         | DNS     | DNS   |
| 22   | 2       | 9    | Gan Ching Hwee               | Singapura       | DNS     | DNS   |

### Final
A final foi realizada em 24 de junho às 19:26.
| Pos.              | Raia | Nadadora          | Nacionalidade  | Tempo   | Notas |
| ----------------- | ---- | ----------------- | -------------- | ------- | ----- |
| Medalha de ouro   | 4    | Katie Ledecky     | Estados Unidos | 8:08.04 |       |
| Medalha de prata  | 1    | Kiah Melverton    | Austrália      | 8:18.77 |       |
| Medalha de bronze | 7    | Simona Quadarella | Itália         | 8:19.00 |       |
| 4                 | 5    | Leah Smith        | Estados Unidos | 8:20.04 |       |
| 5                 | 3    | Li Bingjie        | China          | 8:23.15 |       |
| 6                 | 6    | Isabel Marie Gose | Alemanha       | 8:23.78 |       |
| 7                 | 2    | Eve Thomas        | Nova Zelândia  | 8:30.37 |       |
| 8                 | 8    | Viviane Jungblut  | Brasil         | 8:37.04 |       |

Legenda
| Recorde mundial       | Recorde mundial (World record)               |                       | Recorde africano                      | Recorde africano (African) |                                           | Q | Classificado por posição (Qualified) |
| Recorde do campeonato | Recorde do campeonato (Championship record)  | Recorde da América    | Recorde da América (Americas)         | q                          | Classificado por melhor tempo (Qualified) |   |                                      |
| Melhor marca do ano   | Melhor marca do ano (World leading)          | Recorde asiático      | Recorde asiático (Asian)              | DNS                        | Não largou (Did not start)                |   |                                      |
| Recorde nacional      | Recorde nacional (National record)           | Recorde europeu       | Recorde europeu (European)            | DNF                        | Não terminou (Did not finish)             |   |                                      |
| Recorde pessoal       | Recorde pessoal do atleta (Personal best)    | Recorde da Oceania    | Recorde da Oceania (Oceania)          | DSQ / DQ                   | Desclassificado (Disqualified)            |   |                                      |
| Recorde da temporada  | Recorde da temporada do atleta (Season best) | Recorde sul-americano | Recorde sul-americano (South America) | NM                         | Sem marca (No mark)                       |   |                                      |